# SMS Frankfurt
A Frankfurt egy Wiesbaden-osztályú könnyűcirkáló volt, melyet a Német Császári Haditengerészet (Kaiserliche Marine) építettek. Korabeli német megjelölése kleiner Kreuzer (kiscirkáló) volt. Egyetlen testvérhajója a Wiesbaden volt. Nagyban hasonlítottak a korábbi Karlsruhe-osztály egységeire.
A Frankfurt a Nyílt-tengeri Flotta (Hochseeflotte) kötelékében számos hadműveletben vett részt az első világháború során, főként az Északi-tengeren. Részt vett a Yarmouth és Lowestoft elleni rajtaütésben, a skagerraki csatában és a második helgolandi csatában. A háború után a Hochseeflotte nagy részével együtt internálták Scapa Flow-ba, ahol 1919. június 21-én önelsüllyesztést hajtott végre. A Frankfurt azon kevés hajók egyike volt, melyek nem süllyedtek el teljesen. Az Egyesült Államok kapta meg hadizsákmányként és 1921 júliusában a légierő célhajójaként süllyedt el.

## Tervezés
A Frankfurtot "Ersatz Hela" néven rendelték meg és gerincét Kielben fektették le a Kaiserliche Werftnél 1913-ban. 1915. március 20-án bocsátották vízre és a próbajáratai elvégzése után augusztus 20-án a Hochseeflottéhoz került szolgálatra.
A hajó teljes hossza 145,3 m, szélessége 13,9 m, merülése a hajó elején 5,76 m volt, vízkiszorítása teljes terhelés mellett 6601 tonna volt. Meghajtásáról két Marine gőzturbina-rendszer által forgatott két 3,5 m átmérőjű hajócsavar gondoskodott. A hajtóművek teljesítményét 31 000 LE-re tervezték. Ezeket tizenkét széntüzelésű, Marine-típusú gőzkazán és két olajtüzelésű kazán hajtotta meg, ami 27,5 csomós csúcssebességet tett lehetővé a hajó számára. Szénkészlete 1280 tonna volt és további 470 tonna olajat vitt magával, amivel a hatótávolsága 4800 tengeri mérföld (8900 km) volt 12 csomós sebesség mellett. A Frankfurt 17 fős tiszti kar mellett 457 fős legénységgel rendelkezett.
A hajót nyolc 15 cm-es, 45 kaliberhosszúságú gyorstüzelő ágyúval szerelték fel, melyeket külön forgatható talpazatokon helyeztek el. Közülük kettő egymás mellett a hajó elején, kettő-kettő a hajó két oldalán és kettő lépcsőzetes elrendezésben a hajó hátsó részén foglalt helyet. Az ágyúk hatótávolsága 17 600 méter volt és 1024 darabos lőszerkészlettel rendelkeztek, így minden lövegre 128 darab jutott. A hajó légvédelmét eredetileg négy darab 5,2 cm-es, 44 kaliberhosszúságú légvédelmi ágyú látta el, később ezeket egy pár 8,8 cm-es, 45 kaliberhosszúságú ágyúval cserélték le. Fegyverzetéhez tartozott még négy 50 cm-es torpedóvetőcső, melyekből kettő a víz alatt a hajó két oldalán, kettő pedig a fedélzeten, a hajó közepén volt elhelyezve. A hajó képes volt 120 akna szállítására is. A Frankfurtot a vízvonal mentén páncélöv védte, melynek vastagsága a legvastagabb részén, a hajó közepén 60 mm-es volt. A parancsnoki torony vastagsága 100 mm volt az oldalain, felül pedig 60 mm.

## Szolgálat

### Lowestoft elleni rajtaütés
A Frankfurtot a II. felderítőcsoporthoz (Aufklärungsgruppe II) osztották be és ezen egység tagjaként vett részt az 1916. április 24-25-én végrehajtott Yarmouth és Lowestoft elleni rajtaütésben. Az ideiglenesen Friedrich Boedicker ellentengernagy vezetése alatt álló I. felderítőcsoportot kísérte az akcióban, melynek során a Frankfurt elfogott és elsüllyesztett egy felfegyverzett gőzöst az angol partoknál, legénységét pedig foglyul ejtette. A Harwichból érkező cirkálókat és rombolókat a csatacirkálók visszavonulásra késztették, de üldözőbe nem vették őket, mert tengeralattjárókat és egy nagyobb köteléket sejtettek a közelben. A rajtaütés után Boedicker visszafordult keletnek, hogy a Reinhard Scheer altengernagy vezette Hochseeflotte főerőivel egyesüljön. Ekkor Scheer, akit már értesítettek a Grand Fleet Scapa Flow-ból való kihajózásáról, a hazatérés mellett döntött.

### Skagerraki csata
A skagerraki csatában a Frankfurt volt a Boedicker vezette II. felderítőcsoport zászlóshajója. Az alakulat ezúttal is az I. felderítőcsoport csatacirkálóit kísérte, melynek élére visszatért a betegségéből felgyógyult Franz Hipper ellentengernagy. A Frankfurt részt vett a csata első összecsapásában, mikor a David Beatty és Hipper kísérő könnyű egységei összetalálkoztak. A Frankfurt, a Pillau és az Elbing rövid tűzpárbajt folytatott a brit könnyűcirkálókkal, mielőtt azok visszavonultak. Fél órával később a legújabb generációs brit egységek, a brit 5. csatahajóraj (5th Battle Sqaudron) gyors csatahajói (fast battleships) érkeztek a helyszínre és tüzet nyitottak a német könnyűcirkálókra. A német hajók ködvetőiket beindítva sérülések nélkül vonultak vissza.
Röviddel 19:00 előtt az Onslow és a Moresby megpróbált támadást intézni a német csatacirkálók ellen, de a Frankfurt és a Pillau heves tüze az akció megszakítására kényszerítette őket. 19:30 körül a Frankfurt és a II. felderítőcsoport összetalálkozott Chester cirkálóval és tüzet nyitottak rá több találatot is elérve rajta. A küzdelembe becsatlakoztak Horace Hood csatacirkálói és a Wiesbadenen elért egyik találatuk megbénította a hajót. Egy órával később a Chester négy találatot ért el a Frankfurton gyors egymásutánban, ezek közül kettő lövedék a cirkáló főárbocának közelében csapódott be, egy a hajó elején a vízvonal felett, egy pedig a tat mellett robbant a vízben, megrongálva mindkét hajócsavart.
A Frankfurt és a Pillau röviddel éjfél előtt észlelte a Castor cirkálót és több rombolót. Mindkét német hajó kilőtt egy torpedót a brit cirkálóra mielőtt visszakanyarodtak volna a német csatavonal felé. A keresőfényeiket és az ágyúikat nem használták, hogy ne árulják el ezzel a német csatahajók helyzetét. Közel két órával ezután a Frankfurt két brit rombolóval találkozott össze és rövid ideig tűz alatt tartotta őket, míg azok vissza nem vonultak teljes sebességgel. Hajnalra a német flotta megmenekült a brit flotta szorításából és elért a Horns Revig. A harcok során a Frankfurt legénységéből három fő esett el és 18 fő megsebesült. A csatában 379 darab 15 cm-es és 2 darab 8,8 cm-es lövedéket, valamint egy torpedót lőtt ki.

### Második helgolandi csata
A Frankfurt részt vett 1917 októberében az Albion hadműveletben, melyet a Rigai-öbölben állomásozó orosz haditengerészeti erők kiiktatására indítottak. A következő hónap során a II. felderítőcsoport többi tagjával együtt részt vett a második helgolandi csatában. A Frankfurt és a másik három könnyűcirkáló ekkor aknaszedőket kísért, melyek a britek által telepített aknamezőket tisztították meg. A Kaiser és Kaiserin csatahajók távolról biztosították a hadműveletet. A kialakuló csata során a Frankfurt torpedókat lőtt ki a támadó brit cirkálókra, de egyik sem talált célt. A német csatahajók beérkeztekor a britek felhagytak a támadással és ezután a németek is visszavonultak.
1918 október 21-én 19:08-kor Kiel-Holtenauban összeütközött az UB-89 jelű tengeralattjáróval, aminek következtében a tengeralattjáró elsüllyedt és legénységének hét tagja életét veszítette, huszonhét főt sikerült kimenteni a vízből. Az UB-89-et kiemelték október 30-án, de a háború vége miatt már nem tudták kijavítani.

### Október 29.
A háború utolsó heteiben Scheer és Hipper a Hochseeflotte bevetésével egy utolsó nagy csatát akart kierőszakolni, melyben a lehető legnagyobb veszteségeket akarták okozni a briteknek, hogy ezáltal érjenek el kedvezőbb tárgyalási pozíciót a folyamatban lévő béketárgyalásokon. Az október 24-ei döntés (haditengerészeti parancs) értelmében a hónap 29-én reggelén kiadták a parancsot a másnapi kihajózásra. Azonban október 29-én éjjel a Thüringen majd több más Wilhelmshavenben állomásozó csatahajó fedélzetén zendülések törtek ki. A nyugtalanság miatt Scheer és Hipper elhalasztotta a hadműveletet. A fegyverszünetet követően a Frankfurtot a Hochseeflotte legtöbb egységéhez hasonlóan Scapa Flow-ban internálták.

## Scapa Flow-tól Cape Henryig
A német flotta java a béketárgyalások alatt fogságban volt. Ludwig von Reuter ellentengernagy 1919. június 21-én, a versailles-i békeszerződés aláírásának határidejének lejártakor parancsot adott a hajók elsüllyesztésére 11:20-kor, miután ezen a napon reggel a brit flotta elhagyta Scapa Flow-t gyakorlatozás céljából. A Frankfurtra brit tengerészek szálltak át és partra futtatták mielőtt elsüllyedt volna.
A következő hónap során kiemelték a vízből és átadták az Egyesült Államok haditengerészetének mint hadizsákmányt. Az amerikaiak formálisan 1920. március 11-én vették át Angliában és június 4-én vették fel a US Navy kötelékébe. A Frankfurtot ezt követően átvontatták az Egyesült Államokba. A hajót végül 1921. július 18-án a szárazföldi légierő (United States Army Air Service) és a haditengerészeti bombázók rendelkezésére bocsátották a virginiai Cape Henryben légitámadási próbák végrehajtásához. A támadásokat először kisebb, 110 kg-os és 140 kg-os bombákkal végezték, melyek csak kisebb károkat okoztak a hajótestben. Ezt követően nagyobb, 250 és 270 kg-os bombákkal kísérleteztek. A Martin MB-2 típusú bombázók több találatot értek el a hajón, melyek következtében 18:25-kor elsüllyedt.

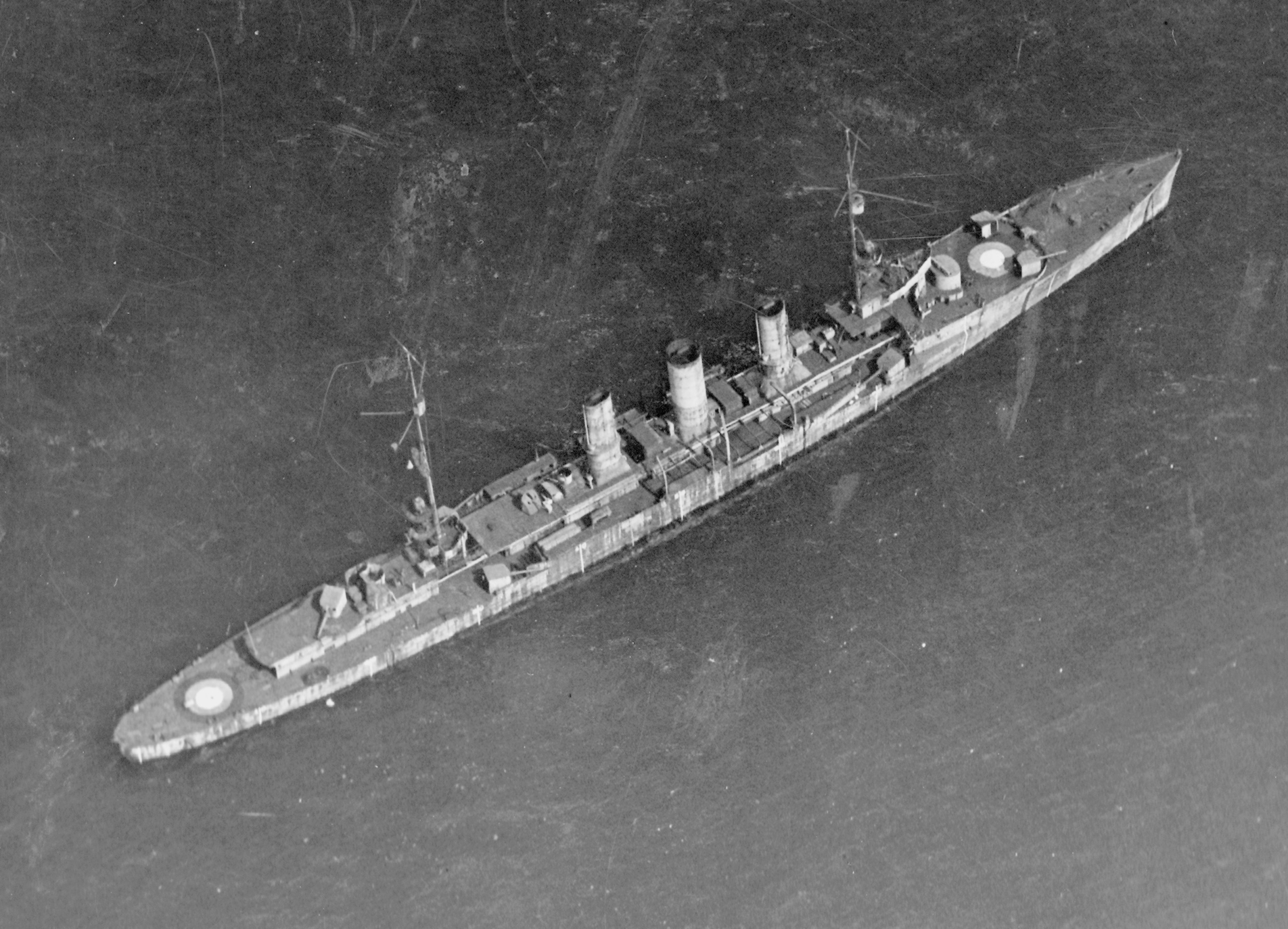
A Frankfurt célhajóként a bombázási tesztek során
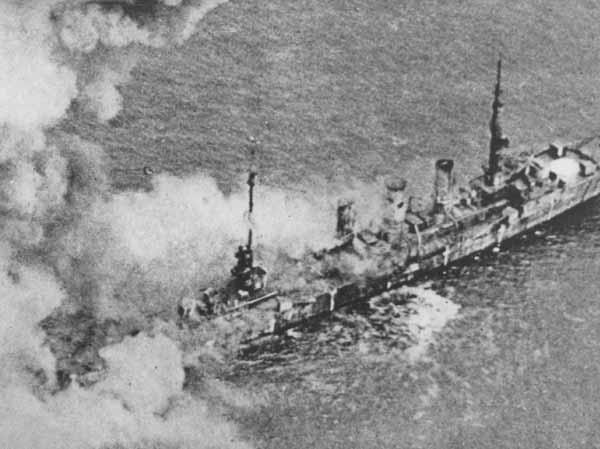
A cirkáló lángokban állva
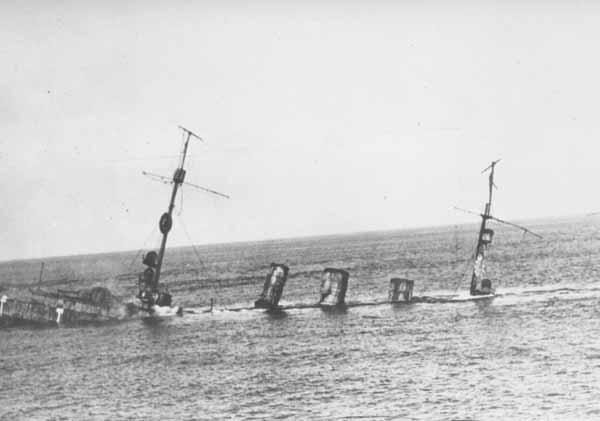
Süllyedőben